# Haus Schenk
Haus Schenk steht in der Winzerstraße 28a im Stadtteil Niederlößnitz der sächsischen Stadt Radebeul.

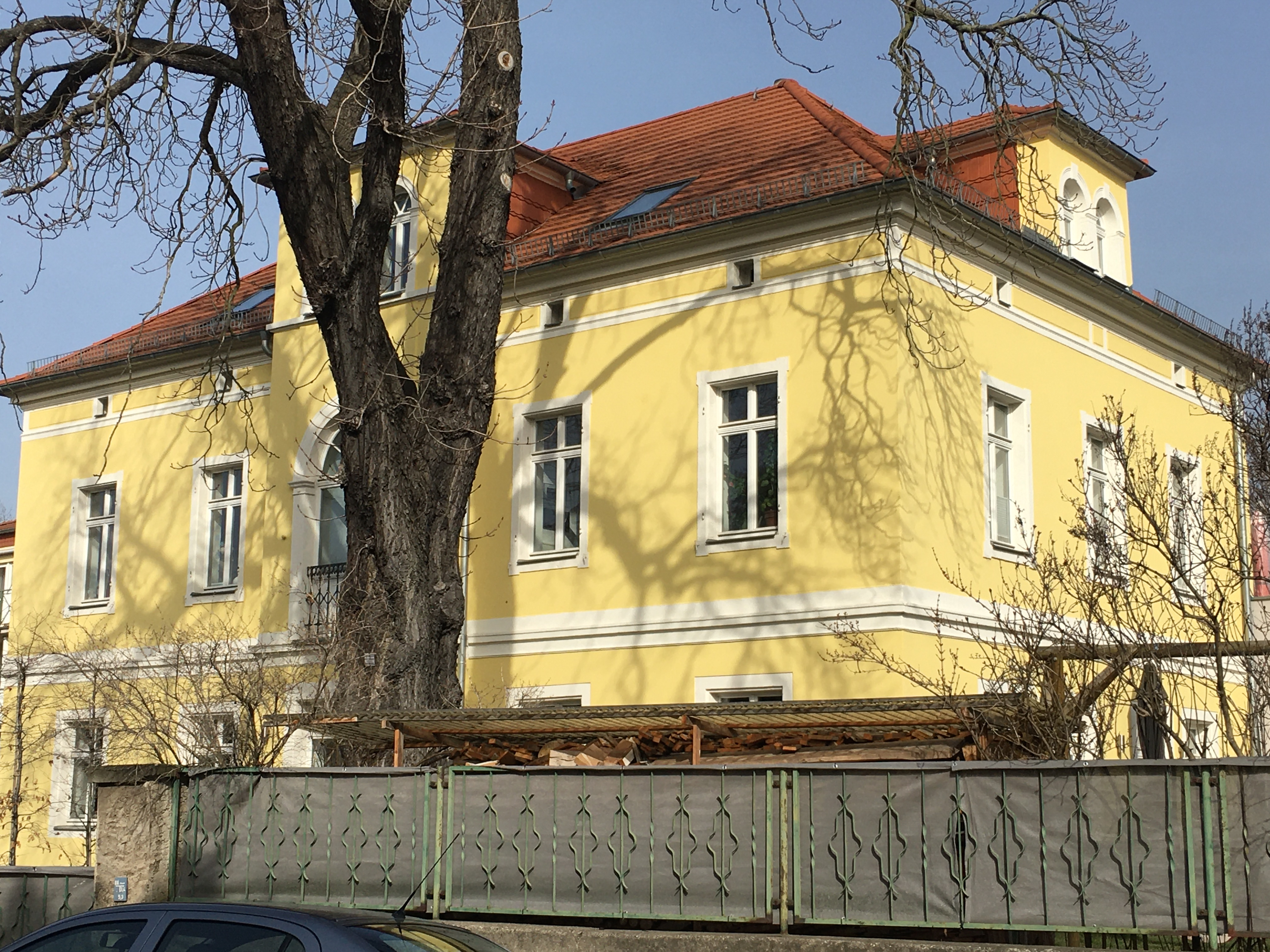
Haus Schenk

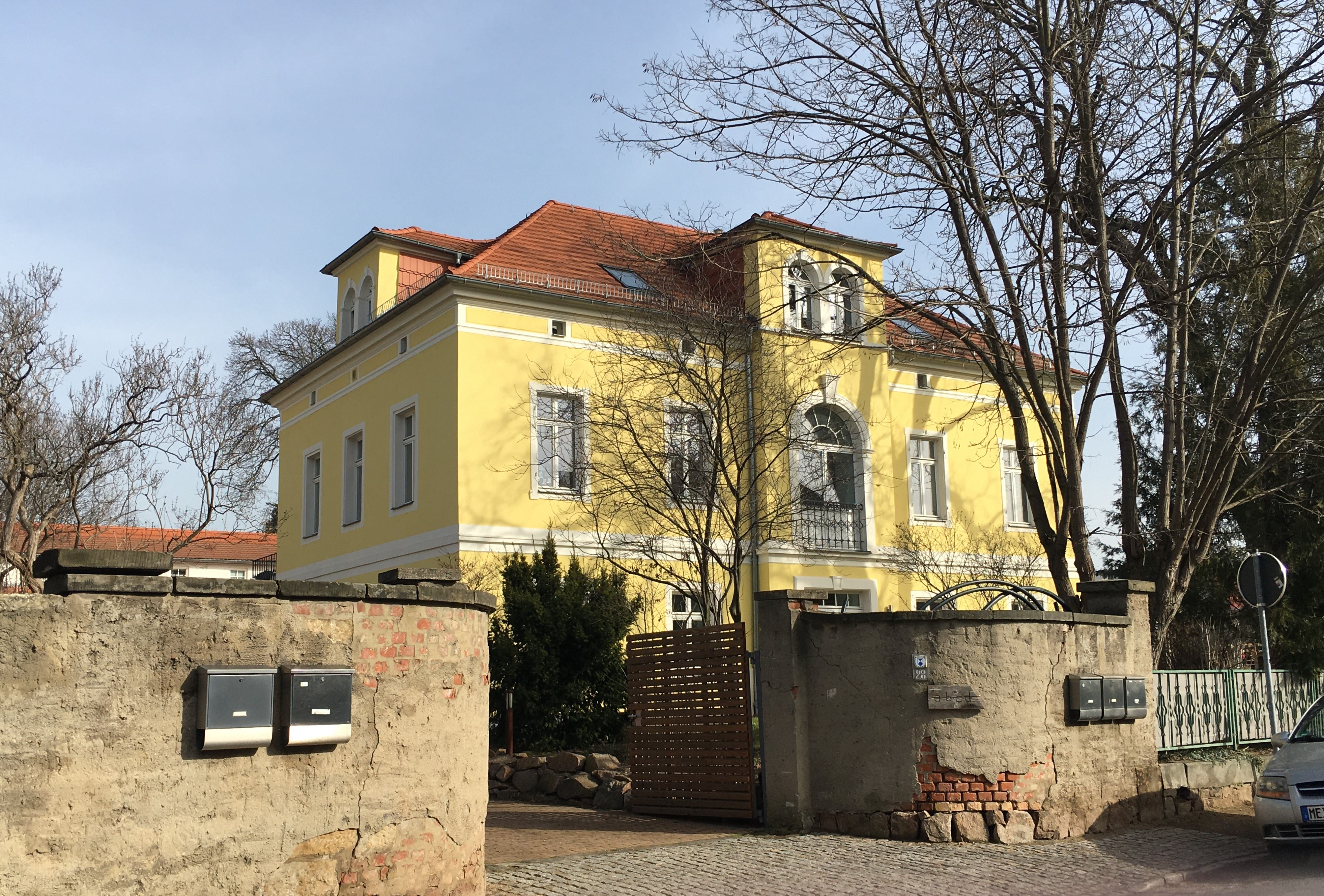
Haus Schenk

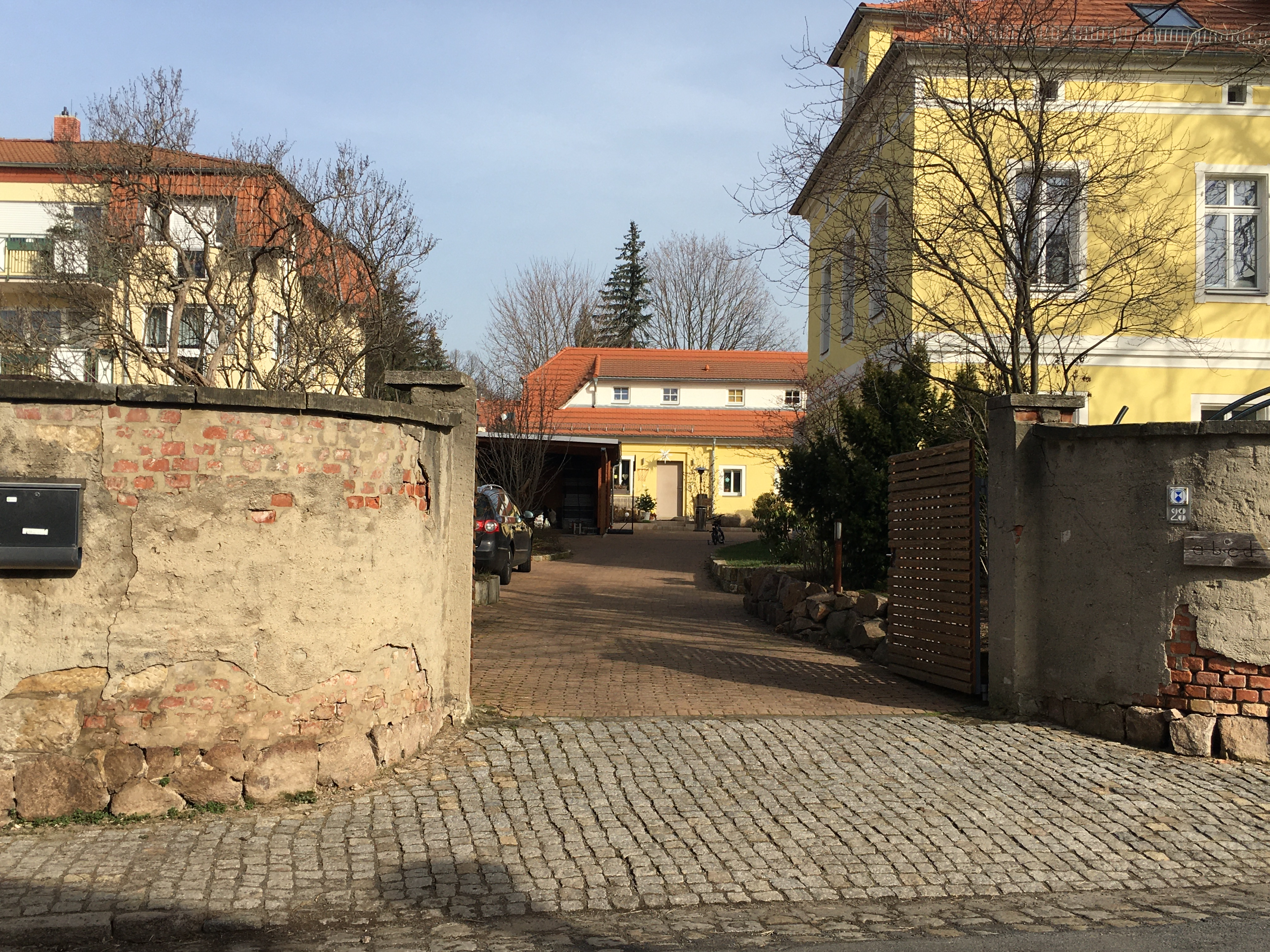
Vorn die Villa, auf dem Hof die ehemalige Remise

## Beschreibung
Die zusammen mit dem westlichen Nebengebäude (ehemalige Remise, Winzerstraße 28b/c) sowie der Toranlage unter Denkmalschutz stehende, landhausartige Villa ist ein zweigeschossiges Wohnhaus. Es steht auf einem Sockel, das Obergeschoss ist als Beletage ausgebildet und obenauf sitzt über einem Drempel ein flaches, ziegelgedecktes Walmdach.
In der fünfachsigen Straßenansicht steht ein einachsiger, dreigeschossiger Mittelrisalit, in dem sich in der Beletage ein großes, rundbogiges Türfenster mit Schlussstein befindet. Das Geschoss darüber wird durch ein ebenfalls rundbogiges Zwillingsfenster geschmückt. In der linken, zweiachsigen Nebenansicht sind die Obergeschossfenster nur aufgemalt.
Der Putzbau wird durch ein Geschossgesims gegliedert; Der Drempel wird durch eine schlichte geometrische Drempelmalerei verziert. Die Fenster werden durch Sandsteingewände eingefasst.
Die westlich auf dem Hinterhof stehende ehemalige Remise (zum Wohnhaus mit zwei Parteien umgebaut) ist eingeschossig; sie hat ein Krüppelwalmdach, in dem mittig ein Dachhecht sitzt. Während sich im linken und mittleren Bereich Wohnungen befinden, ist rechts eine korbbogige Einfahrt mit einem zweiflügeligen Holztor, rechts daneben noch eine weitere breite Tür. Mittig am Traufgesims findet sich ein Balkenkopffries.
Ein Exposé bezeichnet das Anwesen als „historische[s] Weingut mit Remise und Gartenhaus“.

## Geschichte
Im Jahr 1796 erwarb eine Freifrau von Ende, geborene von Globig, das Weinberggrundstück Nr. 14 von den Erben des verstorbenen Garnisonspredigers Magirius Johann Traugott Müller. Auf dem Anwesen standen Herrenhaus, Winzerhaus, Gärtnerwohnung, Orangerie und ein Ananashaus. Der Weinberg lag zwischen den Grundstücken der Witwe des Finanz-Sekretärs Freibergerin und dem von Oberrechnungssekretär Körner. Vor 1800 wurde der „Altbau“ errichtet.
Im Jahr 1803 erwarb Witwe von der Heydte, geborene Gräfin von Schönberg, von Freifrau von Ende deren Weinbergsgrundstück mit allen Bauten als Lehen. Nach dem Tod der von der Heydte 1823 ging das Anwesen an ihren Bruder Heinrich Ernst Graf von Schönberg.
Im selben Jahr 1823 erwarb Heinrich August Hillinger den Weinberg. Die rückwärtig hinter dem Haupthaus an der Winzerstraße stehende Remise wurde um 1830 errichtet. 1851 ist die Existenz eines „massiven Wohnhauses“ auf dem Bergbesitz dokumentiert. Hilliger starb 1859, der Besitz ging an seine Erben.
Im Jahr 1864 setzte der neue Eigentümer Obrist Gustav von Trotha eine 2. Etage auf sein Wohnhaus.
Im Jahr 1869 bewohnte der aus Dresden zugezogene Rentier Alexander von Miltitz aus dem Hause Siebeneichen die Villa (Katasternummer 31). Die Villa erhielt 1877/78 auf Antrag der verwitweten Coelestine von Stechow geb. von Miltitz rückseitig zum dort im Norden liegenden Hof einen Küchenanbau zusammen mit einer Leutestube. Der Anbau wurde durch den Baumeister August Große nach eigenen Plänen realisiert, der wohl auch bereits vorher die Villa erweitert hatte.
Als folgende Besitzer sind vermerkt: 1897 die Privata Olga Kyd sowie 1914 Alfred Santo. 1926 wurden die Baulichkeiten erweitert und verändert. 1931 wird als Gutsbesitzer Franz Lischke geführt.
Zu DDR-Zeiten, mindestens seit 1973, stand Haus Schenk als Denkmal der Architektur unter Denkmalschutz.